# Bouquehault
Bouquehault és un municipi francès situat al departament del Pas de Calais i a la regió dels Alts de França. L'any 2007 tenia 674 habitants.

## Demografia

### Població
El 2007 la població de fet de Bouquehault era de 674 persones. Hi havia 247 famílies de les quals 46 eren unipersonals (15 homes vivint sols i 31 dones vivint soles), 77 parelles sense fills, 116 parelles amb fills i 8 famílies monoparentals amb fills.
La població ha evolucionat segons el següent gràfic:
Habitants censats

### Habitatges
El 2007 hi havia 256 habitatges, 243 eren l'habitatge principal de la família, 4 eren segones residències i 10 estaven desocupats. 251 eren cases i 3 eren apartaments. Dels 243 habitatges principals, 192 estaven ocupats pels seus propietaris, 40 estaven llogats i ocupats pels llogaters i 12 estaven cedits a títol gratuït; 7 tenien dues cambres, 24 en tenien tres, 56 en tenien quatre i 156 en tenien cinc o més. 164 habitatges disposaven pel capbaix d'una plaça de pàrquing. A 92 habitatges hi havia un automòbil i a 133 n'hi havia dos o més.

### Piràmide de població
La piràmide de població per edats i sexe el 2009 era:
| Homes | Edats   | Dones |
| ----- | ------- | ----- |
| 0     | 95 o +  | 4     |
| 0     | 90 a 94 | 0     |
| 0     | 85 a 89 | 0     |
| 0     | 80 a 84 | 0     |
| 16    | 75 a 79 | 16    |
| 4     | 70 a 74 | 8     |
| 16    | 65 a 69 | 12    |
| 16    | 60 a 64 | 16    |
| 16    | 55 a 59 | 4     |
| 12    | 50 a 54 | 24    |
| 8     | 45 a 49 | 16    |
| 16    | 40 a 44 | 16    |
| 36    | 35 a 39 | 12    |
| 20    | 30 a 34 | 28    |
| 16    | 25 a 29 | 16    |
| 24    | 20 a 24 | 28    |
| 12    | 15 a 19 | 8     |
| 32    | 10 a 14 | 24    |
| 12    | 5 a 9   | 32    |
| 28    | 0 a 4   | 12    |

## Economia
El 2007 la població en edat de treballar era de 429 persones, 330 eren actives i 99 eren inactives. De les 330 persones actives 291 estaven ocupades (168 homes i 123 dones) i 38 estaven aturades (20 homes i 18 dones). De les 99 persones inactives 16 estaven jubilades, 39 estaven estudiant i 44 estaven classificades com a «altres inactius».

### Ingressos
El 2009 a Bouquehault hi havia 250 unitats fiscals que integraven 714,5 persones, la mediana anual d'ingressos fiscals per persona era de 15.196 €.

### Activitats econòmiques
Dels 8 establiments que hi havia el 2007, 1 era d'una empresa alimentària, 4 d'empreses de construcció, 2 d'empreses d'hostatgeria i restauració i 1 d'una entitat de l'administració pública.
Dels 3 establiments de servei als particulars que hi havia el 2009, 1 era un paleta, 1 fusteria i 1 restaurant.
L'únic establiment comercial que hi havia el 2009 era una fleca.
L'any 2000 a Bouquehault hi havia 8 explotacions agrícoles.

## Equipaments sanitaris i escolars
El 2009 hi havia una escola elemental.

## Poblacions més properes
El següent diagrama mostra les poblacions més properes.